# كيرك جيبسون
كيرك جيبسون (بالإنجليزية: Kirk Gibson)‏ هو لاعب كرة قاعدة أمريكي، ولد في 28 مايو 1957 في بونتياك في الولايات المتحدة.

## وصلات خارجية
- كيرك جيبسون على موقع دوري كرة القاعدة الرئيسي (الإنجليزية)
- كيرك جيبسون على موقعبيزبول رفرنس.كوم (الدوري الرئيسي) (الإنجليزية)
- كيرك جيبسون على موقعبيزبول رفرنس.كوم (الدوري الثانوي) (الإنجليزية)
- كيرك جيبسون على موقع جمعية أبحاث البيسبول الأمريكية (الإنجليزية)
- كيرك جيبسون على موقع إي إس بي إن.كوم (أم.أل.بي) (الإنجليزية)
- كيرك جيبسون على موقع مشجعي الرسوم البيانية (الإنجليزية)
- كيرك جيبسون على موقع الموسوعة البريطانية (الإنجليزية)
- كيرك جيبسون على موقع إن إن دي بي (الإنجليزية)